# Alphons Diepenbrock
Alphons Johannes Maria Diepenbrock (Amsterdam, 2 settembre 1862 – Amsterdam, 5 aprile 1921) è stato un compositore olandese.

## Biografia

### Giovinezza e attività da insegnante
Alphons Diepenbrock nacque in una famiglia agiata di Amsterdam. La musica lo appassionava sin dall'infanzia, tanto che da solo si cimentò a suonare il pianoforte e il violino regalatigli dal nonno paterno. Il padre però non condivise la sua idea di entrare al Conservatorio e lo spinse invece verso gli studi classici, verso i quali era ugualmente portato. Nel 1888 si laureò in filologia classica con una tesi su Seneca dal titolo "L. Annaei Senecae philosophi Cordubensis vita". Nello stesso anno cominciò l'insegnamento presso il ginnasio della cittadina di Den Bosch, ma il desiderio di dedicarsi ad una carriera musicale non era destinato a cessare, e veniva sempre meno quello di fare l'insegnante di lettere.
In questo periodo oltre che di lettere classiche e di musica, si occupò anche di politica, sociologia, pittura e letteratura, scrivendo saggi e articoli per rinomati giornali olandesi. Non studiò mai composizione con alcun maestro, ma si formò da autodidatta nel tempo libero dalle lezioni. Nel 1894 ritornò ad Amsterdam, dove nel 1895 si sposò. Nella capitale lavorò come insegnante privato di greco e latino, ma due anni dopo abbandona per sempre l'attività didattica e si dedicherà alla composizione fino alla morte. Fonda un coro e continua a comporre. Acquisì notorietà dapprima come compositore di brani corali e poi anche per orchestra, venendo pian piano apprezzato sia nella sua nazione che all'estero. Ebbe la possibilità di collaborare con i più importanti musicisti olandesi dell'epoca, primo fra tutti Willem Mengelberg che diresse diverse sue prime opere in prima assoluta.

### La celebrità
Nel corso degli anni dieci strinse amicizia con Gustav Mahler il quale diresse sue opere in Germania, venendo ricambiato da Diepenbrock, che eseguì in prima assoluta olandese diverse sinfonie del maestro tedesco. Dall'inizio del XX secolo, considerato come una delle figure di spicco dei Paesi Bassi, compose la maggior parte delle sue opere, per la maggior parte vocali, traendo il soggetto e il testo dai maggiori poeti e scrittori dell'Ottocento europeo (Goethe, Heine, Holderlin, ma anche Nietzsche e i giovani poeti olandesi dell'epoca).
Negli ultimi anni di vita, dopo la prima guerra mondiale, riuscì a conciliare le sue due grandi passioni, mondo classico e musica, scrivendo un'"Elektra" da Sofocle e una versione di "Uccelli" tratta da Aristofane.

## Stile
Il suo stile fu fortemente influenzato dal post-romanticismo di Wagner e, a partire dal 1910 da Debussy; inoltre, il debito con la musica mahleriana è in certi punti veramente forte. La sua formazione musicale autodidatta lo portò anche su strade completamente diverse, come ad esempio lo studio degli antichi Giovanni Pierluigi da Palestrina e Jan Pieterszoon Sweelinck.
Fu un autore dalla personalità incerta e insicura, che ritornava molto spesso su brani già scritti per perfezionare o cancellare le proprie idee.

## Opere (lista parziale)
- 1891, Missa in die festo
- 1896, Stabat Mater
- 1897, Te Deum
- 1898, Ik ben in eenzaamheid niet meer alleen
- 1899, Hymne an die Nacht
- 1903, Vondels vaart naar Agrippine
- 1906, Im Grossen Schweigen
- 1911, Die Nacht
- 1910, Marsyas
- 1912, Gijsbreght van Aemstel
- 1917, De Vogels
- 1918, Faust
- 1920, Elektra